# SOS – 11 Uhr nachts
SOS – 11 Uhr nachts ist ein französischer Kriminalfilm des Regisseurs Jean Devaivre. Jean-Paul Le Chanois schrieb zusammen mit Pierre Apestéguy das Drehbuch nach dessen literarischen Vorlage La Dame d’onze heures. 

## Handlung
Die Familie Pescara erhält anonyme Briefe und wendet sich schließlich an den Detektiv Stanislav-Octavio Seminario, auch „SOS“ genannt. Der Sohn der Pescaras findet derweil eine Frauenleiche, die seiner Schwester ähnlich sieht. Daraufhin werden er und sein Vater ermordet. Eine Krankenschwester, die in die Mordfälle verstrickt ist, führt SOS schließlich auf die richtige Spur. 

## Hintergrund
Die Fa. Neptune produzierte diesen Film in Frankreich und La Sociéte des Films Sirius organisierte anschließend den Vertrieb bzw. den Verleih in die Kinos.
Der Film erlebte seine Uraufführung am 3. März 1948 in Paris. In Deutschland lief er neben diesem auch unter dem Titel Rendezvous am Fluß in den Kinos.

## Kritik
„Ziemlich unlogisch, aber spannend inszenierter Krimi, dem Paul Meurisse als fabelhaft ironisch-zynischer SOS Profil verschafft“